# HBXIP
La proteína X de interacción con el virus de la hepatitis B (HBXIP) es una proteína codificada en humanos por el gen HBXIP.
Este gen codifica una proteína que forma un complejo de forma específica con el dominio C-terminal de la proteína X del virus de la hepatitis B (HBx). La función de esta proteína es regular negativamente la actividad de HBx y así alterar el ciclo replicativo del virus.

## Interacciones
La proteína HBXIP ha demostrado ser capaz de interaccionar con:
- NCOA6[3]